# Stanisław Skrowaczewski
Stanisław Paweł Stefan Jan Sebastian Skrowaczewski (Leópolis, 3 de octubre de 1923–St. Louis Park, 21 de febrero de 2017) fue un director de orquesta y compositor polaco afincado en los Estados Unidos.

## Biografía
Skrowaczewski nació en Lvov (entonces en Polonia, ahora en Ucrania). De niño estudió piano y violín, mostrando su talento en el piano a una edad temprana, hizo su debut en público tocando el Concierto para Piano y orquesta Nº 3, en do menor de Beethoven. Pero una lesión en la mano, terminó con su carrera de piano.
Después de la Segunda Guerra Mundial, Skrowaczewski se graduó en la Academia de Música de Cracovia (en la clase de composición de Roman Palester y en la clase de dirección de Walerian Bierdiajew) y en 1946 se convirtió en el director musical de la Filarmónica de Wrocław, después de la Filarmónica de Katowice, de la Filarmónica de Cracovia y, finalmente, de la Orquesta Nacional de Varsovia. 
Estudió composición con Nadia Boulanger en París. En 1956 ganó el Concurso de dirección de Santa Cecilia.
En respuesta a una invitación de George Szell, Skrowaczewski dirigió a la Orquesta de Cleveland. En 1960 fue nombrado director musical de la Minneapolis Symphony Orchestra (que más tarde ha cambiado su nombre a Orquesta de Minnesota, bajo su mandato en el año 1968), un cargo que ocupó hasta 1979, cuando se convirtió en director laureado. En 1981, el Foro de Compositores Americanos (entonces conocido como el Foro de Compositores de Minnesota) le encargó el Concierto para Clarinete, que Skrowaczewski escribió para el clarinetista principal de la Orquesta de Minnesota, Joe Longo, quien lo estrenó en 1981.
Entre 1983 y 1992 fue director titular de la Orquesta Hallé de Mánchester.
Entre 1995 y 1997, Skrowaczewski fue asesor artístico de la Orquesta Sinfónica de Milwaukee. En 1988 fue compositor residente de la Orquesta de Filadelfia en su temporada de verano en Saratoga. 
Su integral de las grabaciones de las sinfonías de Anton Bruckner, hecha con la Radio Deutsche Philharmonie de Saarbrücken Kaiserslautern, ha recibido un gran reconocimiento, al igual que su ciclo completo de las sinfonías de Beethoven (grabadas entre 2005 y 2006) con la misma orquesta. Otra grabación prestigiosa es la del Concierto para piano y orquesta n.º 2 de Brahms, con la Orquesta Sinfónica de Londres y la pianista Gina Bachauer.
Su obra Passacaglia Immaginaria, completada en 1995, fue nominada para el Premio Pulitzer en 1997. Encargada por la Asociación de la Orquesta de Minnesota para honrar la memoria de Ken y Judy Dayton, que fue estrenada en el Orchestra Hall en Minneapolis, en 1996.
Su Concierto de Cámara fue encargado por la Orquesta de Cámara de St. Paul en memoria de Leopoldo Sipe, su primer director musical. Skrowaczewski recibió su segunda nominación al premio Pulitzer en 1999 para su Concierto para Orquesta.
Recibió la Orden del Águila Blanca, el reconocimiento más alto conferido por el gobierno polaco, así como la Medalla de Oro de la Sociedad Mahler-Bruckner, en 1973 el Premio de dirección Ditson y en 1976 el Kennedy Center Friedheim Award.
Era padre de Pablo Sebastien, fundador de los grupos de música electrónica Psykosonik y Basic Pleasure Model. Vivió en Wayzata, Minnesota, y murió en San Louis Park el 21 de febrero de 2017.
Frederick Harris, Jr., director del Conjunto de Viento del MIT, escribió su biografía oficial.